# Nicolae Proca (politician)
Nicolae Proca (n. 16 decembrie 1949) este un politician moldovean, deputat în Parlamentul Republicii Moldova în perioada 1990-1994.
Nicolae Proca este unul dintre cei 278 de semnatari ai Declaratiei de Independență a Republicii Moldova de la 27 august 1991.

## Biografie
Nicolae Proca s-a născut la 16 decembrie 1949 în satul Hădărăuți, județul Edineț. A absolvit facultatea de istorie a Universității de Stat din Moldova (1972) și Școala Superioara de Partid din Kiev. 
Biografie de munca si-a inceput ca profesor de istorie la ȘM Horodiște, raionul Rezina, dupa care urmeaza un itinerar de partid si in administrația publica; instructor, secretar,prim-secretar al CR Rezina al ULCTM, apoi secretarul comitetului comsomolist, Regimentul de garda Infanterie al Armatei Sovetice;dupa demobilizare este instructor, șef de secție, secretarul II al CR Rezina al PCM, președinte al Comitetului raional al Controlului Popular, președinte al Comitetului executiv raional Rezina. In aceasta funcție, in timpul conflictului armat de la Nistru reușește, printr-o diplomație insușita și argumente convingatoare, sa evite aruncarea in aer a podului de peste Nistru in zona Rezina-Ribnița. 
Dupa mandatul de deputat revine la activitatea pedagogica (in mai 1994), profesor de istorie la Liceul Teoretic "Alexandru cel Bun" din Rezina, de unde se și pensioneaza. 
Deși a lipsit o perioada lunga din invațamint, in timp scurt Nicolae Proca susține gradele didactice doi, unu și superior, unicul profesor de istorie de raion care reușește asemenea performante.
Este autorul monografiei "Rezina. Schița istorica", si a lucrari metodice "Educația cetațeneasca si democratica prin intermediul istoriei locale". 
Intreaga-i activitate a fost apreciata cu "Ordinul de Onoare", medaliile "Pentru munca vitejeasca" si "Meritul civic", titlurile "Insigna de Onoarea Fondului Pacii", este Cetațean de Onoare al orașului Rezina și al satului Hadarauți (r. Ocnita). 
In anul 1990 este ales deputat in primul Parlament democratic al Republicii Moldova (circumscripția 279, Rezina), membru al Comisiei permanente pentru securitatea statului si probleme militare, votant si semnatar al Declarației de Independența.

## Distincții și decorații
- Ordinul Republicii (2012)[1]
- Medalia „Meritul Civic” (1996)[2]
- Medalia "Pentru Vitejie in Muncă".[necesită citare]